# Liste schweizerischer Schifffahrtsgesellschaften
Diese Liste enthält alle eidgenössisch konzessionierten oder bewilligten Schifffahrtsgesellschaften, welche fahrplanmässige Fahrten auf Schweizer Gewässern oder Grenzgewässern durchführen und somit dem Öffentlichen Verkehr zuzuordnen sind. Die vom Bundesamt für Verkehr (BAV) konzessionierten bzw. bewilligten Transportunternehmen (TU) umfassen neben privatrechtlich organisierten Transportunternehmen auch Einzelunternehmer und öffentlich-rechtliche Körperschaften. Reine Schifffahrts-TU werden vom BAV unter dem TU-Nummernblock 0600 erfasst.
Darüber hinaus existieren in der Schweiz rund 100 weitere Schifffahrtsunternehmen (Private Fahrgastschifffahrt), die ohne eidgenössische Bewilligung oder Konzession überwiegend Charter-Rundfahrten sowie Transferfahrten (jeweils ohne Fahrplan) anbieten. 

## Aktive Unternehmen mit eidgenössischer Konzession oder Bewilligung
Folgende TU sind privatrechtlich organisiert (AG, GmbH, Genossenschaft) und haben ihren Sitz in der Schweiz; die für den Lago Maggiore verantwortliche NLM (0615), gehört zur Gestione Governativa Navigazione Laghi mit Sitz in Mailand (IT) und wird in der Schweiz von der SNL (0614) vertreten.

| Unternehmen                                                | Abk.  | TU-Nr. | Sitz                  | Gewässer                                          | Konz.      | Flotte |
| ---------------------------------------------------------- | ----- | ------ | --------------------- | ------------------------------------------------- | ---------- | ------ |
| Schweizerische Bodensee-Schifffahrt                        | SBS   | 0630   | Romanshorn TG         | Bodensee und Alter Rhein (bis Rheineck)           | SFK; B-int | Liste  |
| BLS Schifffahrt                                            | BLSSF | 0650   | Thun BE               | Thuner- und Brienzersee                           | PBK        | Liste  |
| CGN SA                                                     | CGN   | 0601   | Lausanne VD           | Genfersee                                         | PBK; B-int |        |
| LNM Navigation                                             | LNM   | 0602   | Neuchâtel NE          | Neuenburger- und Murtensee, Broyekanal, Zihlkanal | SFK        | Liste  |
| Bielersee-Schifffahrts-Gesellschaft                        | BSG   | 0603   | Biel/Bienne BE        | Bielersee und Aare (bis Solothurn)                | SFK        | Liste  |
| Schifffahrtsgesellschaft Hallwilersee                      | SGH   | 0604   | Meisterschwanden AG   | Hallwilersee                                      | PBK        | Liste  |
| Schifffahrtsgesellschaft des Vierwaldstättersees           | SGV   | 0605   | Luzern LU             | Vierwaldstättersee                                | PBK        | Liste  |
| Fähre Beckenried-Gersau (Mick Baumgartner GmbH)            | FBG   | 0644   | Emmen LU              | Vierwaldstättersee                                | PBK        |        |
| Schifffahrtsgesellschaft für den Zugersee                  | SGZ   | 0607   | Zug ZG                | Zugersee                                          | PBK        | Liste  |
| Ägerisee Schifffahrt                                       | AeS   | 0634   | Oberägeri ZG          | Ägerisee                                          | PBK        |        |
| Zürichsee Schifffahrtsgesellschaft                         | ZSG   | 0609   | Zürich ZH             | Zürichsee                                         | PBK        | Liste  |
| Zürichsee-Fähre Horgen–Meilen                              | FHM   | 0610   | Meilen ZH             | Zürichsee (Horgen–Meilen)                         | SFK        | Liste  |
| Schifffahrts-Genossenschaft Greifensee                     | SGG   | 0611   | Maur ZH               | Greifensee                                        | PBK        | Liste  |
| Schiffsbetrieb Walensee                                    | SW    | 0612   | Quarten SG            | Walensee                                          | PBK        |        |
| Schweizerische Schifffahrtsgesellschaft Untersee und Rhein | URh   | 0613   | Schaffhausen SH       | Untersee und Rhein (bis Schaffhausen)             | PBK        |        |
| Società Navigazione del Lago di Lugano                     | SNL   | 0614   | Lugano TI             | Luganersee und Lago Maggiore (Schweizer Becken)   | PBK        |        |
| Navigazione sul Lago Maggiore                              | NLM   | 0615   | Stresa (IT)           | Lago Maggiore                                     | PBK        |        |
| Compagnie de Navigation sur le Lac de Joux                 | NLJ   | 0619   | L’Abbaye VD           | Lac de Joux                                       | PBK        |        |
| Service de navigation Les Brenets                          | NLB   | 0620   | Les Brenets NE        | Lac des Brenets und Doubs                         | PBK        |        |
| Société des Mouettes Genevoises Navigation                 | SMGN  | 0621   | Genève GE             | Genfersee und Rhone                               | PBK        |        |
| Basler Personenschifffahrt                                 | BPG   | 0622   | Basel BS              | Rhein (bei Basel)                                 | SV         | Liste  |
| Schifffahrtsgesellschaft Züri Rhy                          | SZR   | 0637   | Freienstein-Teufen ZH | Rhein (bei Eglisau)                               | SV         |        |
| Ernst Mändli AG                                            | EMAG  | 0638   | Laufen-Uhwiesen ZH    | Rhein (beim Rheinfall)                            | SV         |        |

## Sonstige aktive Inhaber eidgenössischer Konzessionen oder Bewilligungen
Folgende TU sind Einzelunternehmer (0632, 0636, 1227) und öffentlich-rechtliche Körperschaften (0551, 1981) mit Linienkonzessionen; FTB (0639) betreibt ein Seetaxi mit BAV-Konzession.
| Unternehmen                       | Abk. | TU-Nr. | Sitz           | Gewässer                        | Konz. |
| --------------------------------- | ---- | ------ | -------------- | ------------------------------- | ----- |
| Rheinfähre Paradies Roland Walter | FRW  | 0632   | Schlatt TG     | Rhein (beim Kloster Paradies)   | B-int |
| Solarfährbetrieb Thomas Geiger    | STGR | 0636   | Reichenau (DE) | Bodensee (Insel Reichenau)      | B-int |
| Fritz Trudel Bootswerft           | FTB  | 0639   | Quarten SG     | Walensee (Seetaxi)              | PBK   |
| Franz Weiss-Wacker                | FWS  | 1227   | Sarnen OW      | Sarnersee                       | PBK   |
| Stadtwerke Konstanz               | SWK  | 1981   | Konstanz (DE)  | Bodensee (Bottighofen–Konstanz) | B-int |
| Stadt Kreuzlingen                 | VSK  | 0551   | Kreuzlingen TG | Bodensee (Kreuzlingen–Konstanz) | PBK   |

## Inaktive Unternehmen mit BAV-Konzession
Folgende TU haben ihre BAV-Konzession entweder an andere Unternehmen oder Nachfolgeunternehmen übertragen, nutzen die Konzession nicht mehr, oder existieren in dieser Form nicht mehr.
| Unternehmen                                           | Abk.    | TU-Nr. | Sitz                     | Gewässer                                | an     |
| ----------------------------------------------------- | ------- | ------ | ------------------------ | --------------------------------------- | ------ |
| Schweizerische Bodensee-Schiffahrtsgesellschaft       | (SBS)   | 0008   | Romanshorn TG            | Bodensee                                | → 0630 |
| BLS AG                                                | (BLS)   | 0016   | Bern BE                  | Thuner- und Brienzersee                 | → 0650 |
| Fähre Beckenried-Gersau (Autofähre-Betrieb O. Gander) | (FBG)   | 0606   | Beckenried NW            | Vierwaldstättersee                      | → 0640 |
| Schifffahrt Ägerisee (Gemeinde Oberägeri)             | —       | 0608   | Oberägeri ZG             | Ägerisee                                | → 0634 |
| Schifffahrtsbetrieb Rorschach (Stadt Rorschach)       | (SR)    | 0616   | Rorschach SG             | Bodensee und Alter Rhein (bis Rheineck) | → 0630 |
| Bodensee-Solarschifffahrt                             | (BOSOG) | 0633   | Bodman-Ludwigshafen (DE) | Bodensee                                | → 0636 |
| Fähre Beckenried-Gersau (iTower AG)                   | (FBG)   | 0640   | Beckenried NW            | Vierwaldstättersee                      | → 0644 |

## Private Fahrgastschifffahrt (Auswahl)
Die folgende Liste enthält eine Auswahl von Schifffahrtsunternehmen in der Schweiz, die ohne eidgenössische Bewilligung oder Konzession operieren.
| Unternehmen                       | Sitz            | Gewässer  |
| --------------------------------- | --------------- | --------- |
| Berner Oberland Charterschiff AG  | Thun            | Thunersee |
| Schifffahrtsbetrieb Hensa         | Rapperswil-Jona | Zürichsee |
| Silser Schifffahrt (Franco Giani) | Sils Maria      | Silsersee |
| White Pearl Cruises GmbH          | Zürich          | Zürichsee |
| Sihlsee-Schifffahrt AG            | Einsiedeln      | Sihlsee   |

## Fussnoten

### Legende BAV-Abkürzungen
| Abk.  | Erläuterung                                             |
| ----- | ------------------------------------------------------- |
| B-int | eidg. Bewilligung für CH–Drittstaaten-Verkehr (ab 1996) |
| PBK   | Personenbeförderungskonzession (ab 1999)                |
| SFK   | Schiffskonzession (bis 1998)                            |
| SV    | Staatsvertrag (regalfreie Rheinschifffahrt)             |